# Павлова, Екатерина Александровна
Екатерина Александровна Павлова (род. 11 сентября 1936) — передовик советского сельского хозяйства, мастер машинного доения совхоза имени Клубова Вологодского района Вологодской области, полный кавалер ордена Трудовой Славы (1986).

## Биография
Родилась в 1936 году в деревне Свободный Угол, ныне Вологодского района Вологодской области в крестьянской русской семье. В 1951 году завершила обучение в Пановской средней школе.
В 1952 году начала работать на ферме колхоза в родной деревне. В 1966 произошла реорганизация и объединение сразу четырёх колхозов в один колхоз имени Клубова Вотчинского сельсовета. В 1970 году колхоз был преобразован в совхоз. Все эти годы Павлова трудилась на ферме дояркой, демонстрируя высокие производственные результаты.
Навыки ухода за животными приобрела очень быстро. Со временем только совершенствовала свою работу, достигнув звания мастер машинного доения 1 класса. Постоянно добивалась высокого сохранения телят.
Указом Президиума Верховного Совета СССР от 14 февраля 1975 года была награждена орденом Трудовой Славы III степени.
Указом Президиума Верховного Совета СССР от 13 марта 1981 года была награждена орденом Трудовой Славы II степени.
В одиннадцатой пятилетки довела совокупные годовые надои молока до 96,8 тонны, что в 1,5 раза больше чем в среднем за годы десятой пятилетки. В 1985 году превзошла 4-х тысячный рубеж по надою молока, получила по 4053 килограмма молока от каждой коровы в среднем за год.
«За успехи, достигнутые в выполнении заданий в одиннадцатой пятилетки и социалистических обязательств по производству и переработки сельскохозяйственной продукции» указом Президиума Верховного Совета СССР от 29 августа 1986 года Екатерина Александровна Павлова была награждена орденом Трудовой Славы I степени. Стала полным кавалером Ордена Трудовой Славы.
Проживает в Череповецком районе Вологодской области.

## Награды и звания
- Орден Трудовой Славы I степени (29.08.1986);
- Орден Трудовой Славы II степени (13.03.1981);
- Орден Трудовой Славы III степени (14.02.1975);
- медали.